# دشتي كلاتة الغربي (أنزان الغربي)
دشتي کلاتة الغربي (بالفارسية: دشتی‌کلاته غربی) هي قرية تقع في إيران في قسم أنزان الغربي الريفي. يقدر عدد سكانها بـ 454 نسمة بحسب إحصاء 2016.